# Agenzia Stefani
Agenzia Stefani var den ledande nyhetsbyrån i Italien från mitten av 1800-talet fram till slutet av andra världskriget. Den grundades av Guglielmo Stefani den 26 januari 1853 i Turin, och upphörde den 29 april 1945 i Milano.

## Historik
Telegrafia Privata - Agenzia Stefani skapades, med stöd från Camillo Cavour, den 26 januari 1853 av ventianaren Guglielmo Stefani, som var chef för tidningen Gazzetta Piemontese. Under Cavourregeringen fick byrån stora fördelar genom beviljade hemliga medel då Statuto Albertino förbjöd privilegier och privata monopol. Den radikala pressen drabbades samtidigt av restriktioner kring informationsfriheten. Agenzia Stefani blev i sin monopolsituation också ett statlig verktyg för mediakontroll av Kungariket Sardinien.
Efter Guglielmo Stefanis död 1861, återuppväcktes byråns samarbetet med den brittiska byrån Reuters och franska Agence France-Presse (Havas), som var världens första nyhetsbyrå, och som förvärvade 50% av Agenzia Stefani 1865. Som en inofficiell myndighet, flyttade "Stefani" mellan italienska huvudstäder, från Turin till Florens 1865 och sedan till Rom 1871.

### Under ledning av Fried
År 1881 tog Hector Fried kontroll och behöll den i 37 år. Under hans ledning förblev byrån närstående till regeringen, vilket starkt bidrog till avtrubbning av yttrandena från pressen om den tidens kontroversiella händelser, såsom slaget vid Adwa (1896), Bava-Beccaris-massakern (1898), mordet på Umberto i Italien (1900), italiensk-turkiska kriget (1911-1912) och de liknöjda ändringarna i internationella allianser, som föregick första världskriget.
Under hela första världskriget fick Agenzia Stefani exklusiv tillgång till spridningen av bulletiner till arméns personal och 1920 nåddes en överenskommelse med Giolittiregeringen om uppdrag att sprida offentlig information till press och regeringsorgan. I enlighet med avtalet blev utnämning av direktören och de viktigare utländska korrespondenterna föremål för regeringens godkännande. Följande år beviljades, i ett nytt avtal med Havas, tillgång till information från USA och Latinamerika, tack vare de kabelanslutningar som skapats mellan New York och Paris.

### Hantering under Morgagni
Efter uppkomsten av fascismen insåg Benito Mussolini den potentiella nyttan med ett sådant verktyg och den 8 april 1924 placerade han Agenzia Stefani under kontroll av sansepolcriste, Manlio Morgagni, som på kort tid förvandlade regeringens röst såväl inom Italien samt utomlands.
År 1924 hade Agenzia Stefani 14 kontor i Italien, med 160 inhemska korrespondenter och 12 utomlands, som dagligen i genomsnitt hanterade 165 inkommande och 175 utgående rapporter. Under Morgagnis ledning, genomgick byrån en viktig utveckling till att det 1939 fanns 32 italienska kontor och 16 i utlandet, med 261 korrespondenter i Italien och 65 utomlands, som varje dag behandlade i genomsnitt 1270 inkommande och 1215 utgående rapporter.
Efter gripandet av Mussolini den 26 juli 1943 begick Manlio Morgagni självmord.
Vid tillkomsten av den italienska sociala republiken tog staten över ägandet av Agenzia Stefani och huvudkontoret flyttades till Milano, och placeras under ledning av Luigi Barzini senior. Dess siste direktör, Ernesto Daquanno, avrättades i Dongo tillsammans med andra dignitärer i Mussolinis följe. Den 29 april 1945 upplöstes byråns tekniska struktur och dess organisation överfördes till den nya ANSA.